# Shchuchinsk
Schúchinsk (en kazajo: Щучинск) es una localidad kazaja localizada en Akmolá situada a 75 km al sureste de Kokshetau en las proximidades del lago Schuchie.
Es la sede administrativa del distrito de Burabay y núcleo principal en actividades agrícolas en la región.

## Demografía
| Año  | Población |
| ---- | --------- |
| 1959 | 39 208    |
| 1970 | 40 432    |
| 1979 | 47 948    |
| 1989 | 55 539    |
| 1999 | 45 254    |
| 2009 | 44 106    |
| 2012 | 45 004    |